# Uplees
Uplees est un village situé dans le Kent, en Angleterre.